# Alliances politiques européennes
Une alliance politique européenne est une entité opérant au niveau transnational en Europe, en particulier dans les États membres de l'Union européenne. Les alliances politiques européennes diffèrent par leur niveau d’intégration, leur rôle et leur composition. Les alliances politiques européennes comprennent les partis politiques européens, les groupes politiques du Parlement européen, d'autres groupes de partis, ainsi que diverses entités appelées familièrement « organisations politiques », « mouvements politiques » ou « partis transnationaux », et parfois à tort « partis européens ».

## Partis politiques européens
Un parti politique européen est un type de parti politique opérant de manière transnationale en Europe et au sein des institutions de l'UE. Ils sont régis et financés par le règlement européens 1141/2014 relatif au statut et au financement des partis politiques européens et des fondations politiques européennes, et leurs opérations sont supervisées par l'Autorité pour les partis politiques européens et les fondations politiques européennes (APPF), auprès de laquelle ils sont tenus de s'enregistrer.
Les partis politiques européens – composés principalement de partis membres nationaux et de quelques membres individuels – ont le droit de faire campagne lors des élections européennes, pour lesquelles ils adoptent des manifestes décrivant leurs positions et leurs ambitions.
Les partis européens influencent le processus décisionnel du Conseil européen par le biais de réunions de coordination avec les chefs d’État et de gouvernement qui leur sont affiliés. Ils travaillent également en étroite collaboration avec leurs membres au sein de la Commission européenne.

### Partis politiques européens actuels
Au mois de décembre 2024, il existe douze partis politiques européens enregistrés auprès de l'APPF :
| Parti politique européen | Parti politique européen                                         | Parti politique européen | Parti politique européen               | Parti politique européen   | Parti politique européen | Parti politique européen               | Parti politique européen                     | Politique               | Politique                                                     | Politique              | Membres dans                              | Membres dans               | Membres dans     |
| Nom                      | Nom                                                              | Abbr.                    | Président                              | Secrétaire-Général         | Fondation                | Groupe politique du Parlement européen | Fondation politique européenne               | Échiquier politique     | Idéologie                                                     | Intégration européenne | Dixième législature du Parlement européen | Commission von der Leyen I | Conseil européen |
| ------------------------ | ---------------------------------------------------------------- | ------------------------ | -------------------------------------- | -------------------------- | ------------------------ | -------------------------------------- | -------------------------------------------- | ----------------------- | ------------------------------------------------------------- | ---------------------- | ----------------------------------------- | -------------------------- | ---------------- |
|                          | Parti populaire européen                                         | PPE                      | Manfred Weber (DE)                     | Dolores Montserrat (ES)    | 1976                     | Groupe PPE                             | Wilfried Martens Centre for European Studies | Centre droit            | Démocratie chrétienne Conservatisme Libéral-conservatisme     | Europhilie             | 182 / 720                                 | 11 / 27                    | 11 / 27          |
|                          | Parti socialiste européen                                        | PSE                      | Stefan Löfven (SE)                     | Giacomo Filibeck (IT)      | 1973                     | S&D                                    | Foundation for European Progressive Studies  | Centre gauche           | Social-démocratie                                             | Europhilie             | 136 / 720                                 | 4 / 27                     | 3 / 27           |
|                          | Patriotes.eu                                                     | Patriotes                | Santiago Abascal (ES)                  |                            | 2014                     | PfE                                    | Patriots for Europe Foundation               | Droite à extrême droite | National-conservatisme Populisme de droite                    | Euroscepticisme        | 72 / 720                                  | 0 / 27                     | 1 / 27           |
|                          | Parti des conservateurs et réformistes européens                 | CRE                      | Mateusz Morawiecki (PL)                | Antonio Giordano (IT)      | 2009                     | CRE                                    | New Direction                                | Droite à extrême droite | Conservatisme National-conservatisme, Libéralisme économique, | Euroscepticisme léger, | 70 / 720                                  | 1 / 27                     | 2 / 27           |
|                          | Parti de l'Alliance des libéraux et des démocrates pour l'Europe | ALDE                     | Svenja Hahn (DE)                       | Didrik de Schaetzen        | 1976                     | Renew                                  | European Liberal Forum                       | Centre à centre droit   | Libéralisme                                                   | Europhilie             | 49 / 720                                  | 5 / 27                     | 3 / 27           |
|                          | Parti vert européen                                              | EGP                      | Vula Tsetsi (GR) et Ciarán Cuffe (IE)  | Benedetta De Marte (IT)    | 2004                     | Verts/ALE                              | Fondation verte européenne                   | Centre gauche à gauche  | Écologie politique                                            | Europhilie             | 44 / 720                                  | 0 / 27                     | 0 / 27           |
|                          | L'Europe des nations souveraines                                 | ESN                      | Stanislav Stoyanov (BG)                |                            | 2024                     | ESN                                    |                                              | Extrême droite          | Ultranationalisme Populisme de droite                         | Euroscepticisme dur    | 25 / 720                                  | 0 / 27                     | 0 / 27           |
|                          | Alliance de la gauche européenne pour les peuples et la planète  | ELA                      | Malin Björk (SE) Catarina Martins (PT) | Sophie Rauszer (FR)        | 2024                     | The Left                               |                                              | Gauche                  | Socialisme démocratique Écosocialisme                         | Euroscepticisme léger  | 18 / 720                                  | 0 / 27                     | 0 / 27           |
|                          | Parti de la gauche européenne                                    | PGE                      | Walter Baier (AT)                      |                            | 2004                     | The Left                               | Transform Europe                             | Gauche à extrême gauche | Socialisme démocratique Communisme                            | Euroscepticisme léger  | 16 / 720                                  | 0 / 27                     | 0 / 27           |
|                          | Parti démocrate européen                                         | PDE                      | François Bayrou (FR)                   | Sandro Gozi (IT)           | 2004                     | Renew                                  | Institute of European Democrats              | Centre                  | Centrisme                                                     | Europhilie,            | 10 / 720                                  | 0 / 27                     | 0 / 27           |
|                          | Alliance libre européenne                                        | ALE                      | Lorena López de Lacalle Arizti (ES)    | Jordi Solé (ES)            | 1981                     | Verts/ALE                              | Coppieters Foundation                        | Parti attrape-tout      | Régionalisme Séparatisme Parti politique ethnique             | Europhilie             | 8 / 720                                   | 0 / 27                     | 1 / 27           |
|                          | Parti politique chrétien européen                                | PPCE                     | Valeriu Ghilețchi (MD, RO)             | Maarten van de Fliert (NL) | 2002                     | CRE, Groupe PPE                        | Sallux                                       | Droite                  | Droite chrétienne Conservatisme social                        | Euroscepticisme léger  | 4 / 720                                   | 0 / 27                     | 0 / 27           |

### Anciens partis politiques européens
Les entités ci-dessous étaient précédemment enregistrées auprès de l'APPF.
| Parti politique européen | Parti politique européen                     | Parti politique européen | Chronologie | Chronologie       | Politique      | Politique                             | Politique              | Politique        |
| Nom                      | Nom                                          | Abrév.                   | Fondé       | Radié du registre | Position       | Idéologie                             | Intégration européenne | Groupe politique |
| ------------------------ | -------------------------------------------- | ------------------------ | ----------- | ----------------- | -------------- | ------------------------------------- | ---------------------- | ---------------- |
|                          | Alliance européenne des mouvements nationaux | AEMN                     | 2009        | 2018              | Extrême droite | Ultranationalisme Populisme de droite | Euroscepticisme dur    | NI               |
|                          | Alliance pour la paix et la liberté          | APL                      | 2015        | 2018              | Extrême-droite | Ultranationalisme Néofascisme         | Euroscepticisme dur    | NI               |

Les entités ci-dessous ont été éligibles à un moment donné à un financement public européen ; cependant, elles n'ont jamais été enregistrées auprès de l'APPF.
| Parti politique européen | Parti politique européen                                 | Parti politique européen | Chronologie | Chronologie | Chronologie                                                   | Politique                                                               | Politique              | Politique                                                                                |
| Nom                      | Nom                                                      | Abbr.                    | Fondé       | Dissout     | Récipiendaire de fonds publics européens                      | Idéologie                                                               | Intégration européenne | Groupe politique                                                                         |
| ------------------------ | -------------------------------------------------------- | ------------------------ | ----------- | ----------- | ------------------------------------------------------------- | ----------------------------------------------------------------------- | ---------------------- | ---------------------------------------------------------------------------------------- |
|                          | Alliance pour la démocratie directe en Europe            | ADDE                     | 2014        | 2017        | 2015, éligible en 2016-17 mais n'a pas reçu de financement,   | Démocratie directe National-conservatisme Populisme de droite           | Euroscepticisme        | Europe de la liberté et de la démocratie directe                                         |
|                          | Alliance des démocrates indépendants en Europe           | ADIE                     | 2005        | 2008        | 2006–2008                                                     | Populisme de droite National-conservatisme                              | Euroscepticisme dur    | Groupe Indépendance/Démocratie                                                           |
|                          | Alliance pour l'Europe des nations                       | AEN                      | 2002        | 2009        | 2004–2009                                                     | Conservatisme National-conservatisme                                    | Euroscepticisme dur    | Union pour l'Europe des nations                                                          |
|                          | Coalition pour la vie et la famille                      | CVF                      | 2016        |             | Éligible en 2017 mais n'a pas reçu de financement,            | Conservatisme social Catholicisme politique Nationalisme Réactionarisme |                        |                                                                                          |
|                          | Alliance européenne pour la liberté                      | EAF                      | 2010        | 2016        | 2011–2016                                                     | Souverainisme Populisme de droite Nationalisme                          | Euroscepticisme        | Europe des nations et des libertés                                                       |
|                          | Européens unis pour la démocratie                        | EUD                      | 2005        | 2017        | 2006–2016, éligible en 2017 mais n'a pas reçu de financement, | Euroscepticisme léger                                                   | Euroscepticisme        | Groupe Indépendance/Démocratie Parti des conservateurs et réformistes européens The Left |
|                          | Libertas.eu                                              |                          | 2008        | 2010        | Éligible en 2009 mais n'a pas reçu de financement,            | Anti-Traité de Lisbonne                                                 | Euroscepticisme        | Europe libertés démocratie                                                               |
|                          | Mouvement pour l'Europe des libertés et de la démocratie | MELD                     | 2011        | 2015        | 2012–2015                                                     | National-conservatisme Populisme de droite                              | Euroscepticisme        | Europe libertés démocratie                                                               |

## Groupes politiques du Parlement européen
Les groupes politiques du Parlement européen sont les groupes parlementaires officiellement reconnus, composés de députés européens d'idéologies similaires au Parlement européen. Chaque groupe politique est tenu d'avoir un ensemble de principes fondamentaux, et les groupes politiques qui ne peuvent pas le démontrer peuvent être dissous.
Un groupe politique constitue généralement la représentation parlementaire formelle d'un ou deux partis politiques européens, parfois complétés par des membres d'autres partis politiques nationaux ou par des politiciens indépendants. Il est interdit aux groupes politiques d’organiser ou de financer des campagnes politiques lors des élections européennes, cette responsabilité étant exclusivement de la responsabilité des partis européens.
À la suite des élections européennes de 2024, le Fidesz et le FPÖ créent le groupe Patriotes pour l'Europe. Certains partis du groupe Identité et démocratie, dont le Rassemblement national, le rejoignent. 
Le parti allemand Alternative pour l'Allemagne crée le groupe L'Europe des nations souveraines.
| Groupe | Groupe                                                                          | Partis ou sous-groupes européens | Chef(s) de file                                | Députés           | Pourcentage          | États membres |
| ------ | ------------------------------------------------------------------------------- | --- | ---------------------------------------------- | ----------------- | -------------------- | ------------- |
|        | Groupe du Parti populaire européen (PPE)                                        | Parti populaire européen (PPE) Mouvement politique chrétien européen (MPCE) Alliance libre européenne (ALE)                                                                  | Manfred Weber                                  | 188               | 26,11 %              | 27 (Tous)     |
|        | Alliance progressiste des socialistes et démocrates au Parlement européen (S&D) | Parti socialiste européen (PSE) | Iratxe García                                  | 136               | 18,88 %              | 25 Tous sauf: |
|        | Patriotes pour l’Europe                                                         | Patriotes.eu Alliance des conservateurs et réformistes européens (ACRE) Mouvement politique chrétien européen (MPCE)                                                         | Jordan Bardella                                | 86                | 11,94 %              | 13            |
|        | Conservateurs et réformistes européens (CRE)                                    | Alliance des conservateurs et réformistes européens (ACRE) Mouvement politique chrétien européen (MPCE) Alliance libre européenne (ALE)                                      | Nicola PROCACCINI Joachim Stanisław BRUDZIŃSKI | 78                | 10,83 %              | 18 Tous sauf: |
|        | Renew Europe (RE)                                                               | Alliance des démocrates et des libéraux pour l'Europe (ALDE) Parti démocrate européen (PDE)                                                                                  | Valérie Hayer                                  | 77                | 10,69 %              | 20 Tous sauf: |
|        | Groupe des Verts/Alliance libre européenne (Verts/ALE)                          | Parti vert européen (PVL) Alliance libre européenne (ALE) Parti pirate européen (PPEU) Volt Europa (Volt)                                                                    | Bas Eickhout Terry Reintke                     | 53                | 7,36 %               | 17 Tous sauf: |
|        | Groupe de la Gauche au Parlement européen (GUE/NGL)                             | Parti de la gauche européenne (PGE) Alliance de la Gauche verte nordique (NGL) Maintenant le peuple (MLP) Animal Politics EU (APEU) Gauche anticapitaliste européenne (GACE) | Manon Aubry Martin Schirdewan                  | 46                | 6,38 %               | 13            |
|        | L'Europe des nations souveraines (ENS)                                          | | René Aust Stanisław Tyszka                     | 25                | 3,47 %               | 8             |
|        | Non-inscrits (NI)                                                               | Alliance Sahra Wagenknecht SMER – social-démocratie Se Acabó La Fiesta (SALF) Autres                                                                                         | Néant                                          | ~33 (à confirmer) | ~4,58% (à confirmer) | 8             |
|        | Sièges vacants                                                                  | - | -                                              | 0                 | 0%                   | -             |
| Total  | Total                                                                           | Total | Total                                          | 720               | 100%                 | 27            |

## Groupes politiques de l'Assemblée parlementaire du Conseil de l'Europe
L'Assemblée parlementaire du Conseil de l'Europe (APCE) est la dimension parlementaire du Conseil de l'Europe, une organisation internationale regroupant 46 pays européens qui se sont engagés à respecter les droits de l'homme, la démocratie et la primauté de droit.
L'Assemblée parlementaire est aussi organisée en groupes parlementaires. Chaque représentation doit refléter la représentation des différents partis politiques qui siègent à l'Assemblée parlementaire. Cette assemblée parlementaire se constitue en délégations nationales et en groupes trans-nationaux. Les groupes trans-nationaux ont été encouragés. Au milieu des années 1960, il y a un encouragement à la création de groupes politiques. Ceux-ci s'engagent à respecter les valeurs démocratiques. Pour constituer un groupe, il faut 20 parlementaires d'au moins 6 États.
| Groupe                         | Groupe                                                                | Président            | Membres |
| ------------------------------ | --------------------------------------------------------------------- | -------------------- | ------- |
|                                | Groupe des socialistes, démocrates et verts (SOC)                     | Frank Schwabe        | 152     |
|                                | Parti populaire européen (PPE)                                        | Davor Ivo Stier      | 145     |
|                                | Groupe des conservateurs européens et l'Alliance démocratique (CE/AD) | Ian Liddell-Grainger | 103     |
|                                | Alliance des démocrates et des libéraux pour l'Europe (ADLE)          | Iulian Bulai         | 92      |
|                                | Groupe pour la gauche unitaire européenne (GUE)                       | Andrej Hunko         | 34      |
|                                | Non-inscrits                                                          | Aucun                | 56      |
|                                |                                                                       |                      |         |
|                                | Autres membres                                                        | Autres membres       | 30      |
| Observateurs                   | Observateurs                                                          | 15                   |         |
| Partenaires pour la démocratie | Partenaires pour la démocratie                                        | 15                   |         |
| Autres                         | Autres                                                                | 3                    |         |
|                                |                                                                       |                      |         |
| Total                          | Total                                                                 | Total                | 654     |

## Groupes de partis au sein du Conseil nordique
Le Conseil nordique est l’institution officielle de coopération interparlementaire entre les pays nordiques. Créée en 1952, elle compte 87 représentants du Danemark, de la Finlande, de l'Islande, de la Norvège et de la Suède, ainsi que des régions autonomes des îles Féroé, du Groenland et d'Åland. Les représentants sont membres du parlement de leur pays ou région respectif et sont élus par ces parlements.

## Groupes politiques au Parlement du Benelux
Le Parlement du Benelux (officiellement appelé Assemblée interparlementaire Benelux) est l'une des institutions de l'union économique du Benelux. Créé par un accord signé entre la Belgique, les Pays-Bas et le Luxembourg en 1955, ce Parlement a un rôle purement consultatif et conseille les gouvernements sur la coopération économique et transfrontalière.
Le Parliament du Benelux comprend les groupes de partis suivants :
| Nom                              | Idéologie                                                                        | Groupe politique         | Sièges  |
| -------------------------------- | -------------------------------------------------------------------------------- | ------------------------ | ------- |
| Groupe chrétien                  | Démocratie chrétienne Libéral-conservatisme Conservatisme Centrisme              | Groupe PPE, CRE          | 17 / 49 |
| Groupe libéral                   | Libéralisme Libéralisme conservateur Libéralisme classique Social-libéralisme    | Renew                    | 10 / 49 |
| Socialistes, verts et démocrates | Social-démocratie Écologie politique Socialisme démocratique                     | The Left, Verts/ALE, S&D | 12 / 49 |
| Vlaams Belang - PVV              | Nationalisme Populisme de droite Conservatisme social Euroscepticisme Anti-Islam | The Left, Verts/ALE, S&D | 7 / 49  |

## Autres entités politiques
Les entités ci-dessous sont des alliances ou des réseaux d’entités nationales opérant de manière transfrontalière. Certains d’entre eux se qualifient de partis européens, mais ils ne sont pas des partis politiques européens au sens du règlement 1141/2014 et n’ont jamais été éligibles au financement public européen.

### Alliances avec des députés au Parlement européen
| Nom | Nom                            | Abbr. | Fondation | Idéologie                                                                       | Groupe politique | Sièges  | Remarques |
| --- | ------------------------------ | ----- | --------- | ------------------------------------------------------------------------------- | ---------------- | ------- | --- |
|     | Animal Politics EU             | APEU  | 2014      | Droits des animaux Bien-être animal                                             | The Left         | 2 / 720 | Plateforme électorale des partis de défense des animaux |
|     | European Communist Action (en) | ECA   | 2023      | Communisme Marxisme-léninisme Anticapitalisme Euroscepticisme Anti-impérialisme | Non-inscrits     | 2 / 720 | Alliance des partis marxistes-léninistes, succédant à l'Initiative des partis communistes et ouvriers                                                                                                  |
|     | Parti pirate européen          | PPEU  | 2014      | Idéologie pirate Accès à l'information Démocratie participative Europhilie      | Verts/ALE        | 1 / 720 | Organisation de partis pirates |
|     | Volt Europa                    | Volt  | 2017      | Fédéralism européen Social-libéralisme Progressisme Europhilie                  | Verts/ALE        | 5 / 720 | Organisation d'organisations et de partis politiques pro-européens et fédéralistes européens utilisant le même nom et la même marque dans tous les États membres de l'UE et dans plusieurs États tiers |

### Autres alliances transnationales actuellement actives
| Nom                                               | Abbr.   | Fondation | Idéologie                                                                                                 | Groupe politique         | Remarques |
| ------------------------------------------------- | ------- | --------- | --- | ------------------------ | --- |
| Central-Eastern European Green Left Alliance (en) | CEEGLA  | 2024      | Socialisme démocratique Social-démocratie Progressisme Écologie politique Anti-Putinisme                  | The Left, S&D, Verts/ALE | Alliance d'organisations et de partis politiques de gauche et verts en Europe centrale et orientale                             |
| SAMAK (en)                                        | SAMAK   | 1886      | Social-démocratie                                                                                         | S&D                      | Alliance des partis sociaux-démocrates et de syndicats des pays nordiques                                                       |
| Democracy in Europe Movement 2025                 | DiEM25  | 2016      | Europhilie Post-capitalisme Progressisme Socialisme démocratique Écologisme Écoféminisme Altermondialisme |                          | Mouvement de gauche prônant l'altermondialisme, l'écologie sociale, l'écoféminisme, la post-croissance, et le post-capitalisme, |
| Europe Démocratie Espéranto                       | EDE     | 2003      | Droits linguistiques Esperantisme                                                                         |                          | Organisation militant pour l'utilisation de l'espéranto comme langue officielle de l'Union européenne                           |
| Free Palestine Party (en)                         | FPP     | 2024      | Antisionisme Droits des minorités musulmanes Anti-impérialisme                                            |                          | Alliance des partis politiques de minorités musulmanes aux élections européennes de 2024                                        |
| Réseau libéral du sud-est européen                | LIBSEEN | 2008      | Libéralisme                                                                                               | Renew                    | Alliance de partis libéraux et de groupes de réflexion en Europe du Sud-Est                                                     |
| Maintenant le peuple                              | NTP     | 2018      | Socialisme démocratique Écosocialisme Populisme de gauche                                                 | The Left                 | Alliance des partis politiques de gauche                                                                                        |

### Alliances défuntes
- EuroNat (1997-2009) : alliance de partis politiques d’extrême droite ultranationalistes ; impliquée dans la création du groupe Identité, Tradition, Souveraineté au Parlement européen en 2007 ;
- Alliance européenne des mouvements critiques envers l'Union européenne (TEAM, 1992-2013) : une alliance d'associations eurosceptiques ou critiques de l'UE, comprenant des ONG et des partis politiques ;
- Alliance européenne pour la liberté et la démocratie (en) (2020-2023) : alliance populiste ; sa demande d’enregistrement comme parti politique européen en 2020 n’a pas été approuvée.
- Gauche anticapitaliste européenne (GAEC, 2000-2012) : Alliance de partis politiques de gauche et anticapitalistes ;
- Font national européen (en)  (ENF, 2004–2009) : alliance de partis politiques d’extrême droite ultranationalistes ;
- Initiative des partis communistes et ouvriers (INITIATIVE, 2013-2023) : une alliance de partis marxistes-léninistes ;
- Mouvement pour la réforme européenne : une alliance de partis conservateurs, favorables au libre marché et eurosceptiques ; 2
- Newropeans (2005–2009) : un mouvement de citoyens se présentant sur une plateforme de fédéralisme européen et de réformes.

## Remarques
1. ↑  La note du Secrétaire général du Parlement européen sur les rapports finaux 2016 des partis politiques et des fondations au niveau européen indique que l'ADDE était « en procédure de dissolution depuis le 26/04/2017 » et que, « l'ADDE a reçu une subvention pour l'exercice 2016 et avait l'obligation de soumettre le rapport final 2016 pour le 30 juin 2017. Le parti n'a pas respecté cette obligation ». En conséquence, la note propose « que le Bureau entame les deux procédures de résiliation des décisions de subvention de 2016 pour le parti ADDE et sa fondation affiliée IDDE. » En ce qui concerne la subvention pour 2017, la note indique qu'« en conséquence [de la procédure de dissolution], le Bureau a entamé la procédure de résiliation de la décision de subvention 2017 pour ADDE conformément à l'article 11.9.2 (e) de la décision d'octroi de subvention. Le Bureau a confirmé le 1er novembre 2017 que la procédure de résiliation sera poursuivie ».
2. ↑  La note du secrétaire général du Parlement européen sur les rapports finaux 2017 des partis politiques et des fondations au niveau européen indique qu' « un parti et une fondation, pour lesquels le préfinancement n'a pas été versé, n'ont ni coopéré avec l'auditeur externe ni soumis de rapport final pour l'exercice 2017. Toutes les tentatives des services du Parlement européen pour contacter les bénéficiaires respectifs sont restées infructueuses. Il semble que les deux entités aient cessé leurs activités. Compte tenu des circonstances et de la non-coopération avec le Parlement européen, il est proposé que le Bureau fixe le montant final de la subvention à zéro. » Plus loin, il conclut que « pour les 22 bénéficiaires mentionnés dans cette note (à l'exception de EUD, CVF et FP) [...] il est donc proposé d'approuver les rapports finaux ». L'EUD ayant renoncé à sa demande de subvention, il ne reste plus que la Coalition pour la vie et la famille (CVF) et la Fondation Pegasus (FP), qui lui est affiliée, comme les « un parti et une fondation » mentionnées ci-dessus. L'annexe 1 de la note confirme qu'aucun préfinancement n'a été versé à ces deux entités.
3. ↑  La note du Secrétaire général du Parlement européen sur les rapports finaux 2017 des partis politiques et des fondations au niveau européen indique que, « sous réserve de la procédure de dissolution, le parti [avait] renoncé à la subvention 2017 ».
4. ↑  La note du Secrétaire général du Parlement européen sur les rapports finaux 2009 des partis politiques et des fondations au niveau européen indique qu'« une décision positive initiale concernant le dixième candidat, le Libertas Party Limited, a ensuite été suspendue ; par conséquent, une convention de subvention n'a jamais été signée ».

## References
1. ↑  (en) European political parties and the European Council: A pattern of ever closer coordination? (rapport), European Parliament Research Service, 2022 (lire en ligne)
2. ↑  « Registered parties », Authority for European Political Parties and European Political Foundations (consulté le 27 septembre 2024)
3. ↑  Hans Slomp, Europe, A Political Profile: An American Companion to European Politics, ABC-CLIO, 26 septembre 2011 (ISBN 978-0-313-39182-8, lire en ligne), p. 246
4. 1 2 3 4 5 6  Wolfram Nordsieck, « European Union », sur Parties and Elections in Europe, 2019
5. 1 2 3 4 5 6 7 8 9  Kyriakos Demetriou, The European Union in Crisis : Explorations in Representation and Democratic Legitimacy, Springer, 2014 (ISBN 9783319087740), p. 46
6. 1 2  John FitzGibbon, Benjamin Leruth et Nick Startin, Euroscepticism as a Transnational and Pan-European Phenomenon : The Emergence of a New Sphere of Opposition, Routledge, 2016, 198 p. (ISBN 9781317422501)
7. ↑  Ciara Carolan, « Qatargate: Right-wing MEPs voted en masse against key anti-corruption measures », The Brussels Times,‎ 10 avril 2024 (lire en ligne, consulté le 5 juin 2024)
8. ↑  Lara Bullens, « European parliamentary elections: What a right-wing surge could mean for the EU », France 24,‎ 4 juin 2024 (lire en ligne, consulté le 5 juin 2024)
9. ↑  Ella Joyner, « Europe's far right won ground in the EU elections. Can they unite to wield power? », AP News,‎ 11 juin 2024 (lire en ligne, consulté le 20 juin 2024)
10. ↑  Aida Alonso, « The European Free Alliance sets out its key demands ahead of elections », Euronews,‎ 8 mars 2024 (lire en ligne, consulté le 5 juin 2024)
11. ↑  Jacopo Barigazzi et Gregorio Sorgi, « Italy has won migration. It's aiming for Europe next », Politico EU,‎ 21 juin 2023 (lire en ligne, consulté le 5 juin 2024)
12. ↑  Georgi Gotev, « The Brief – Looking back before we vote », Euractiv,‎ 6 mai 2024 (lire en ligne, consulté le 5 juin 2024)
13. ↑  [7],[8],[9],[10],[11],[12]
14. ↑  « The Kremlin 'hosts' the European extreme right », OSW, 25 mars 2015 (consulté le 15 mars 2016)
15. ↑  Alan Siaroff, Comparative European Party Systems: An Analysis of Parliamentary Elections Since 1945, Taylor & Francis, 2019 (ISBN 978-1-317-49876-6, lire en ligne), p. 469
16. ↑  David Baker et Pauline Schnapper, Britain and the Crisis of the European Union, Springer, 2015 (ISBN 9781137005205), p. 87
17. 1 2  (en) Whitaker et Lynch, « Understanding the Formation and Actions of Eurosceptic Groups in the European Parliament: Pragmatism, Principles and Publicity », Government and Opposition, vol. 49, no 2,‎ 2014, p. 232–263 (ISSN 0017-257X, DOI 10.1017/gov.2013.40, hdl 2381/28315, S2CID 36404558, lire en ligne)
18. ↑  Daniel Kenealy, John Peterson et Richard Corbett, The European Union: How does it work?, OUP Oxford, 2015, 4e éd. (ISBN 978-0199685370), p. 155
19. ↑  Nathalie Brack et Olivier Costa, How the EU Really Works, Ashgate Publishing, Ltd., 2014 (ISBN 978-1-4724-1465-6, lire en ligne), p. 120
20. ↑  « Registered parties », Authority for European Political Parties and European Political Foundations (consulté le 29 février 2024)
21. ↑  (en)  Union européenne. « To remove Alliance of European National Movements from the Register », OJ C 417, 16.11.2018 [lire en ligne]
22. ↑  Nathalie Brack et Olivier Costa, How the EU Really Works, Ashgate Publishing, Ltd., 2014 (ISBN 978-1-4724-1465-6, lire en ligne), p. 120
23. ↑  (en)  Union européenne. « To remove Alliance for Peace and Freedom from the Register », OJ C 417, 16.11.2018 [lire en ligne]
24. ↑  Daniel Mützel, « European Parliament funding of neo-Nazi conference rings alarm bells », EURACTIV,‎ 27 avril 2016 (lire en ligne, consulté le 3 août 2019)
25. ↑  « The Kremlin 'hosts' the European extreme right », osw.waw.pl, 25 mars 2015 (consulté le 15 mars 2016)
26. ↑  Shaffer, « Pan-European thought in British fascism: the International Third Position and the Alliance for Peace and Freedom », Patterns of Prejudice, vol. 52,‎ 2018, p. 78–99 (DOI 10.1080/0031322X.2017.1417191, S2CID 148834755) :« The APF was founded in 2015 as a pan-European political party that included dozens of leading fascist officials from parties throughout Europe... »
27. ↑  « EPFO Wikibase », European Party Funding Observatory, European Democracy Consulting Stiftung (consulté le 19 septembre 2024)
28. ↑  (en) Secretary-General of the European Parliament 2016 final reports of political parties and foundations at European level (rapport), European Parliament, 22 septembre 2017, p. 4 & 9 (lire en ligne)
29. ↑  (en) Secretary-General of the European Parliament 2017 final reports of political parties and foundations at European level (rapport), European Parliament, 30 août 2018, p. 10 (lire en ligne)
30. ↑  (en) Secretary-General of the European Parliament 2017 final reports of political parties and foundations at European level (rapport), European Parliament, 30 août 2018, p. 5 (lire en ligne)
31. ↑  Enrico Calossi, Anti-Austerity Left Parties in the European Union. Competition, Coordination, Integration, Pisa, Pisa University Press, 2016 (ISBN 978-886741-6653), p. 19
32. ↑  (en) Secretary-General of the European Parliament 2009 final reports of political parties and foundations at European level (rapport), European Parliament, 30 août 2010, p. 2 (lire en ligne)
33. ↑  « Au Parlement européen, Jordan Bardella prend la tête du troisième groupe le plus important, les Patriotes pour l’Europe », Le Monde.fr,‎ 9 juillet 2024 (lire en ligne, consulté le 9 juillet 2024)
34. ↑  « L'AfD et ses alliés forment un nouveau groupe au Parlement européen », sur euronews, 10 juillet 2024 (consulté le 14 juillet 2024)
35. 1 2  (en) « Browse table | Search | MEPs | European Parliament », sur www.europarl.europa.eu (consulté le 20 juillet 2024)
36. ↑  Pour simplifier le comptage, lorsque le nombre de pays est supérieur à 50% des pays membres de l'UE, la liste de pays ne faisant pas partie du groupe est présentée
37. ↑  François-Xavier Bellamy est parmi les 10 vice-présidents
38. ↑  « Assembly List 2023 Third Part Session » (consulté le 3 mars 2024)
39. ↑   [vidéo] « Capitalism will eat democracy — unless we speak up », Varoufakis, Yanis, décembre 2015, TEDGlobal (consulté le 3 mai 2018)
40. ↑   [vidéo] « Susan George on Ecological Economics », George, Susan, octobre 2009, EcoLabs1 via YouTube (consulté le 3 mai 2018)
41. ↑  Paola Pietrandrea, « The polis needs the feminine, at least as much as the feminine needs the polis », Democracy in Europe Movement 2025,‎ mars 2018 (lire en ligne, consulté le 3 mai 2018)
42. ↑  Abel Collins, « Chomsky: Putting the eco back in economy », HuffPost,‎ 13 février 2014 (lire en ligne, consulté le 3 mai 2018)
43. ↑  Leonid Bershidsky, « Happy nations don't focus on growth », Bloomberg News,‎ 20 mars 2017 (lire en ligne, consulté le 3 mai 2018)
44. ↑  « Progressive Agenda for Europe », Democracy in Europe Movement 2025 (consulté le 3 mai 2018)
45. ↑  Christopher Lydon, « Noam Chomsky: Neoliberalism Is Destroying Our Democracy », The Nation,‎ 2 juin 2017 (lire en ligne [archive du 11 janvier 2020], consulté le 3 mai 2018)
46. ↑  « Free Palestine Party »